# 调制乳
调制乳是一種與奶有所不同的奶制品，此類奶制品的化学成分与奶的化學成分有所不同，而且不同调制乳之間的化学成分差异很大，它们的营养价值也有很大差异。在中華人民共和國境內生產的调制乳主要是含量不低於80%的生牛羊復原乳再加上其他原料以及食品添加劑的乳製品。